# Harmony (Josh Groban)
Harmony è il nono album in studio del cantante statunitense Josh Groban, pubblicato nel 2020.

## Tracce
1. The World We Knew (Over and Over) – 3:17
2. Angels – 4:16
3. Celebrate Me Home – 5:02
4. Shape of My Heart (Duet with Leslie Odom Jr.) – 4:45
5. Your Face – 4:12
6. Both Sides Now (Duet with Sara Bareilles) – 4:02
7. She – 3:47
8. The Impossible Dream – 4:15
9. The First Time I Ever Saw Your Face – 4:31
10. It's Now or Never – 3:17
11. I Can't Make You Love Me – 4:50
12. The Fullest (featuring Kirk Franklin) – 4:57